# Gerd Schmitt
Gerd Schmitt (* 13. Dezember 1949 in Worms) ist ein deutscher Jurist und war vom 1. Oktober 2010  bis zu seinem Eintritt in den Ruhestand am 1. April 2015 Direktor des Bundesrates. Mit Wirkung zum 1. Februar 2013 wurde er zum Staatssekretär ernannt.

## Leben
Nach dem Studium der Rechtswissenschaften in Heidelberg war Schmitt zunächst von 1978 bis 1980 am Landratsamt Biberach an der Riß tätig. 1980 wechselte er ins Innenministerium Baden-Württemberg, wo er zum Schluss Leiter der Pressestelle und Pressesprecher des Innenministers Heinz Eyrich war. Anschließend ging er im Juni 1984 zur Vertretung des Landes Baden-Württemberg beim Bund. Dort war er zunächst Leiter der Zentralstelle und des Ministerbüros, ab Januar 1992 dann Leiter der Abteilung für Bundesangelegenheiten, Bundesrat und Presse.
Mit Wirkung zum 1. Juni 2002 bestimmte man Gerd Schmitt zum Stellvertretenden Direktor des Bundesrates. Seit 1. Oktober 2010 leitete er dann als Nachfolger des aus Altersgründen ausgeschiedenen Bundesratsdirektors Dirk Brouër diese oberste Bundesbehörde.
Gerd Schmitt ist verheiratet und hat drei Kinder.